# Maxime Huscenot
Maxime Huscenot est un surfeur professionnel français né le 17 mai 1992 à Valence, dans le département de la Drôme et ayant grandi sur l'île de La Réunion.

## Biographie
Maxime Huscenot est né à Valence en France métropolitaine mais Maxime Huscenot grandit sur l'île de La Réunion. Il apprend à surfer à l'âge de 9 ans sur les plages de Saint-Gilles. À 11 ans, il intègre le pôle espoir surf de La Réunion et rencontre Stephen Bell, manager chez Quiksilver qui lui fait signer son premier contrat.
En 2008, il devient champion d'Europe junior à l'âge de 16 ans. Il devient ensuite le premier européen champion du monde junior en 2010. Il remporte sa première victoire sur le circuit QS en 2015 à l'occasion du Soöruz Lacanau Pro organisé à Lacanau.
En 2021, il participe au circuit Challenger Series de la WSL après s'être classé 10ème du classement QS européen. Durant l’automne, Maxime Huscenot performe sur la scène internationale puisqu’il atteint les quarts de finale du Quiksilver Pro France, troisième étape du circuit Challenger Series, puis remporte le QS 5,000 Azores Airlines Pro (Açores) du circuit WQS européen. A l'issue de la saison 2021, il termine à la 37ème place du circuit Challenger Series.
En 2022, Maxime Huscenot remporte la troisième victoire de sa carrière en battant le brésilien Lucas Silveira en finale du Caparica Surf Festival (QS 3,000). Cette deuxième victoire lors de la saison 2021/2022 permet au français de devenir Champion d'Europe WSL, synonyme de qualification sur le circuit Challenger Series 2022.
Pour sa deuxième participation au Challenger Series, le surfeur réunionnais termine 3e du Gold Coast Pro qui se déroule en Australie sur le spot de Snapper Rocks.
A l'issue de la saison 2022 du circuit Challenger Series, Maxime Huscenot termine 4e du classement général et se qualifie sur le Championship Tour 2023.

## Palmarès et résultats

### Saison par saison
- 2008 :
  - Champion d'Europe junior

- 2010 :
  - Champion du monde junior

- 2015 :
  - Vainqueur du Soöruz Lacanau Pro à Lacanau (France)[7]
- 2016 :
  - 2e du Medoc Ocean Lacanau Pro à Lacanau (France)
- 2018 :
  - 2e Pro Zarautz pres. by Oakley à Zarautz (Pays Basque)
- 2019 :
  - 3e du Caraïbos Lacanau Pro à Lacanau (France)[8]
  - 2e du Cabreiroá Pro Zarautz Basque Country à Zarautz (Pays Basque)
- 2021 :
  - 5e du Quiksilver Pro France (Challenger Series) à Hossegor (France)[9]
  - Vainqueur du Azores Airlines Pro (QS 5,000) aux Açores (Portugal)[10]
- 2022 :
  - 5e du Seat Pro Netanya (QS 3000) à Netanya en Israël
  - Vainqueur du Estrella Gallica Caprica Surf Fest (QS 3000) au Portugal[11]
  - Champion d'Europe WSL 2021/2022[4]
  - 3e du Gold Coast Pro à Gold Coast en Australie[5]
  - 5e du Corona Saquarema Pro à Rio de Janeiro au Brésil[12]

### Classements
| Année                    | 2019 | 2020 | 2021 | 2022 | 2023 |
| ------------------------ | ---- | ---- | ---- | ---- | ---- |
| Championship Tour        |      |      |      |      |      |
| Challenger Series        |      |      | 37e  | 4e   |      |
| Qualifying Series        | 41e  | 18e  |      |      |      |
| Qualifying Series Europe | 2e   | 4e   | 10e  | 1er  |      |